# Џони Леони
Џони Леони (30. јун 1984) швајцарски је фудбалер.

## Каријера
Током каријере играо је за Сион, Цирих и многе друге клубове.

## Репрезентација
За репрезентацију Швајцарске дебитовао је 2011. године, наступао и на Светском првенству 2010. године.

## Статистика
| Швајцарска | Швајцарска | Швајцарска |
| Год.       | Ута.       | Гол.       |
| ---------- | ---------- | ---------- |
| 2011       | 1          | 0          |
| Укупно     | 1          | 0          |